# Cornwerdermolen
Cornwerdermolen – wiatrak w miejscowości Cornwerd, w gminie Wûnseradiel, w prowincji Fryzja, w Holandii. Młyn został wzniesiony w 1907 r. Był restaurowany w latach 1969 i 1999. Wiatrak ma trzy piętra, przy czym powstał na jednopiętrowej bazie. Jego śmigła mają rozpiętość 20,00 m.